# Muralles de Ripoll
Les Muralles de Ripoll és una obra de Ripoll declarada Bé Cultural d'Interès Nacional.

## Descripció
Diversos sectors de la muralla, feta amb còdols, que envoltava la vila de Ripoll des de l'edat mitjana fins a mitjan segle xix, apareixen en diferents indrets de la població: al riu Freser, un fragment amb merlets, entre els ponts del Raval i la carretera de Barcelona; un altre fragment, al carrer Verdaguer, sota la pista esportiva del casal parroquial; un tercer fragment, amb una torre de planta circular, darrere la casa Budallés; un altre pany de paret amb dues torres de planta quadrangular, entre els carrers Trinitat i Pirineus; al carrer Nord, als baixos de la casa Lara, al raval de Sant Pere, hi ha un mur que pot tenir relació amb la muralla.